# Emperador Ninmyō
L'emperador Ninmyō (仁明天皇, Ninmyō-tennō, 27 de setembre, 808 - 6 de maig, 850), va ser el 54è emperador del Japó, segons l'ordre tradicional de successió. El regnat de Ninmyō va durar del 833 al 850, durant el període Heian.

## Narrativa tradicional
Ninmyō era el segon fill de l'Emperador Saga i de l'Emperadriu Tachibana no Kachiko. El seu nom personal (imina) era Masara (正良). Després de la seva mort, se li va donar el títol de Ninmyō (仁明).
Ninmyō va tenir nou emperadrius, consorts imperials i concubines (kōi); i l'emperador va tenir 24 fills i filles imperials.
L'emperador Ninmyō és venerat tradicionalment a la seva tomba; l'Agència de la Casa Imperial designa Fukakusa no Misasagi (深草陵, Mausoleu Imperial de Fukakusa), a Fushimi-ku, Kyoto, com la ubicació del mausoleu de Ninmyō.

## Esdeveniments de la vida de Ninmyō

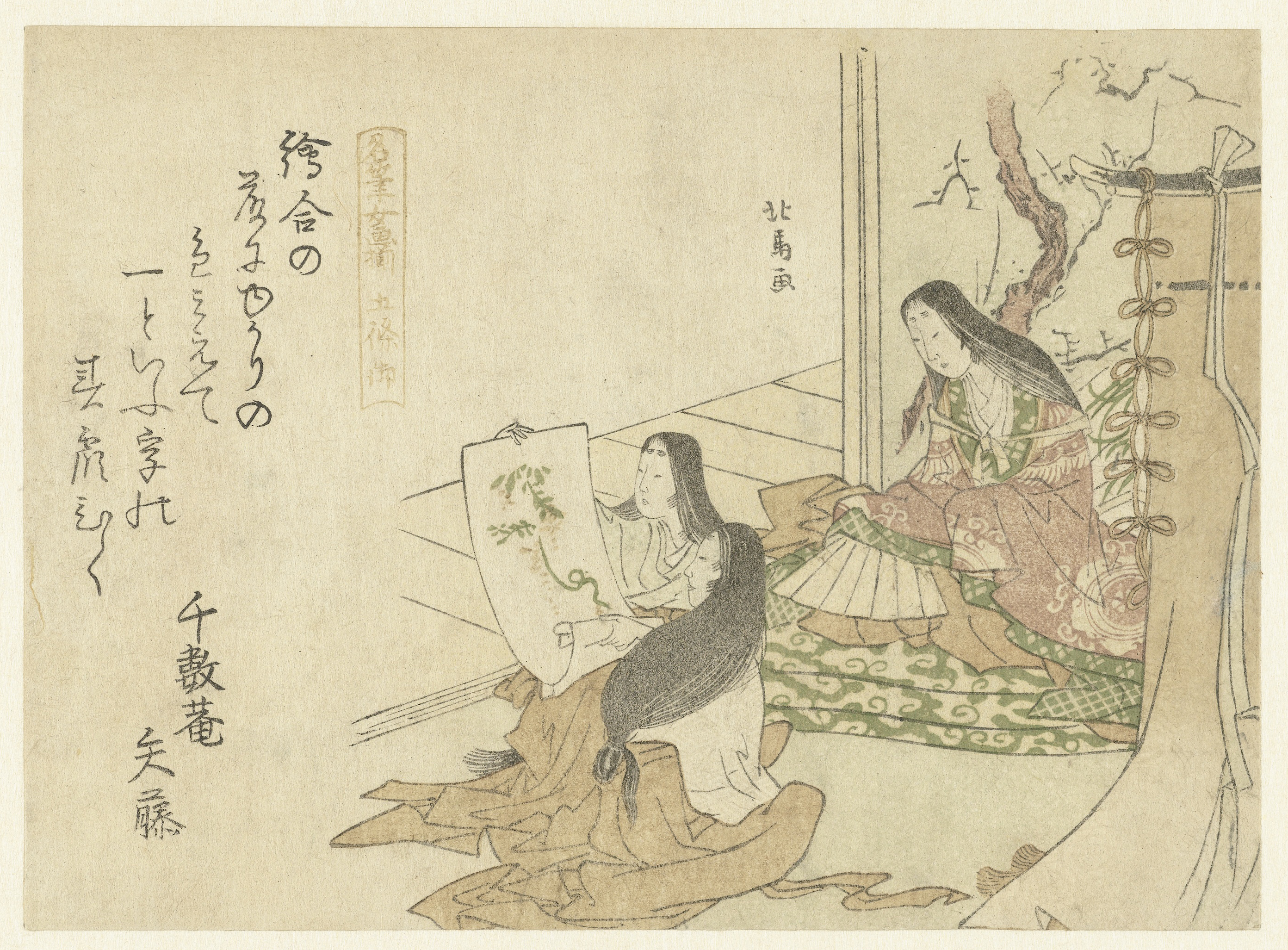
Emperador Ninmyō

Ninmyō va pujar al tron després de l'abdicació del seu oncle, l'emperador Junna.
- 6 de gener de 823[7] (Kōnin 10, 4t mes, 19è dia):[8] va rebre el títol de príncep hereu als 14 anys.
- 22 de març de 833 (Tenchō 10, 28è dia del 2n mes):[9] l'any 10 del regnat de l'emperador Junna, l'emperador va abdicar; i la successió (senso) va ser rebuda pel seu fill adoptiu. Masara-shinnō era el fill natural de l'emperador Saga, i per tant hauria estat el nebot de Junna.[6] Poc després, es diu que l'emperador Ninmyo va accedir al tron (sokui).[10]
- Poc després que Ninmyo fos entronitzat, va designar un hereu. Va nomenar el príncep Tsunesada, fill de l'antic emperador Junna, com a príncep hereu.[11]
- 835 (Jōwa 2[12]): Kūkai (conegut pòstumament com a Kōbō-Daishi) va morir. Aquest monjo, erudit, poeta i artista havia estat el fundador de l'escola del budisme Shingon o "Paraula veritable".[11]
- 838-839 (Jōwa 5-6): Missió diplomàtica a la Xina Tang encapçalada per Fujiwara no Tsunetsugu.[13]
- 842: Després d'un cop d'estat anomenat Incident de Jōwa, Tsunesada el príncep hereu va ser substituït pel primer fill de Ninmyō, el príncep Michiyasu (posteriorment emperador Montoku) la mare del qual era l'emperadriu Fujiwara no Junshi, una filla de sadaijin Fujiwara no Fuyutsugu. Se suposa que això va ser el resultat d'una intriga política planificada per Ninmyō i Fujiwara no Yoshifusa.[14] El primer del que es convertiria en una poderosa línia de regents de Fujiwara,[15] Yoshifusa tenia nombrosos vincles familiars amb la cort imperial; era el cunyat de Ninmyō (en virtut de la seva germana que es va convertir en la consort de Ninmyō), el segon fill de sadaijin Fuyutsugu, i oncle del nou príncep hereu.[14]

En vida, Ninmyō no podia haver previst que el seu tercer fill, el príncep Tokiyasu, finalment ascendiria al tron l'any 884 com a emperador Kōkō.
- 6 de maig de 850 (Kashō 3, 21è dia del 3r mes[17]): l'emperador Ninmyō va morir als 41 anys.[18][19] De vegades se'l va referir pòstumament com "l'Emperador de Fukakusa", perquè aquest era el nom que es donava a la seva tomba.[20]

Èpoques del regnat de Ninmyō

Els anys del regnat de Ninmyō s'identifiquen més específicament per més d'un nom d'època (nengō).
- Tenchō (824–834)
- Jōwa (834–848)
- Kashō (848–851)

## Kugyō
Kugyō (公卿) és un terme col·lectiu per als pocs homes més poderosos units a la cort de l'emperador del Japó en èpoques pre-Meiji.
En general, aquest grup d'elit només incloïa de tres a quatre homes alhora. Aquests eren cortesans hereditaris l'experiència i els antecedents dels quals els haurien portat al cim de la carrera d'una vida. Durant el regnat de Ninmyō, aquest àpex del Daijō-kan incloïa:
- Sadaijin, Fujiwara no Otsugu (藤原緒嗣), 773–843.[23]
- Sadaijin, Minamoto no Tokiwa (源常), 812–854.[6]
- Udaijin, Kiyohara no Natsuno (清原夏野), 782–837.[6]
- Udaijin, Fujiwara no Mimori (藤原三守), d. 840.[6]
- Udaijin, Minamoto no Tokiwa (源常)
- Udaijin, Tachibana no Ujikimi (橘氏公), 783–847.[6]
- Udaijin, Fujiwara no Yoshifusa (藤原良房), 804–872.[11]
- Udaijin, Fujiwara no Otsugu, 825–832[23]
- Naidaijin (not appointed)
- Dainagon, Fujiwara no Otsugu, ?–825.[24]

## Consorts i infants
- Consort (Nyōgo) Més tard emperadriu vídua (Tai-Kōtaigō): Fujiwara no Junshi (rei anglès; 809–871), filla de Fujiwara no Fuyutsugu
  - Primer fill: el príncep imperial Michiyasu (emperador Montoku) més tard emperador Montoku
- Consort (Nyōgo): Fujiwara no Takushi/Sawako (m.839), filla de Fujiwara no Fusatsugu
  - Segon fill: príncep imperial Muneyasu (xinès; 828–868)
  - Tercer fill: príncep imperial Tokiyasu (時康親王) més tard emperador Kōkō
  - Quart fill: príncep imperial Saneyasu (de tota la vida; 831–872)
  - Princesa imperial Shinshi (Princesa anglesa Shinshi; d.897)
- Consort (Nyōgo): Fujiwara no Teishi/Sadako (anglès; d.864), filla de Fujiwara no Tadamori
  - Vuitè fill: príncep imperial Nariyasu (vuitè fill; 836–853)
  - Princesa imperial Shinshi (n. 851)
  - Princesa imperial Heishi (m. 877)
- Senyora de la cort: Shigeno no Tsunako (滋野縄子), filla de Shigeno no Sadanushi
  - cinquè fill: príncep imperial Motoyasu (m. 902)
  - Novena filla: princesa imperial Tokiko (n. 847), 2n Saiin al santuari de Kamo 831–833
  - Princesa imperial Jūshi (m. 869)
- Consort (Nyōgo): Tachibana no Kageko (橘影; d. 864), filla de Tachibana no Ujikimi
- Consort (Nyōgo): Fujiwara Musuko (藤原息子)
- Agent de la cort (Koui): Ki no Taneko (纪种子; d. 869), filla de Ki no Natora
  - Setè príncep: príncep imperial Tsuneyasu (長康亲王子; d. 869)
  - Princesa imperial Shinshi/Saneko (Princesa imperial Shinshi/Saneko; m. 870)
- Agent de la cort (Koui) (deposat l'any 845): Mikuni-machi (三国町), filla del clan Mikuni
  - Sada no Noboru (贞登), donat el nom de família "Sada" de l'emperador (Shisei Kōka, 給姓降下) l'any 866
- Senyora de la cort: Fujiwara no Katoko (藤原贺登子), filla de Fujiwara no Fukutomaro
  - Sisè fill: príncep imperial Kuniyasu (國康亲王子; d. 898)
- Senyora de la cort: Fujiwara no Warawako (藤原小童子), filla de Fujiwara no Michitō
  - Princesa imperial Shigeko (Princesa imperial Shigeko; m. 865)
- Dama de la cort: la princesa Takamune (reina Gojong), filla del príncep Okaya
  - Setena/vuitena Filla: Princesa Imperial Hisako (久子内亲王子; m. 876), 18è Saiō al Santuari d'Ise 833–850.[25]
- Dama de la cort: filla del clan Yamaguchi (山口氏の娘)
  - Minamoto no Satoru (源覚; 849–879)
- Nou estudiant: filla de Kudaraō Toyofuku
  - Minamoto no Masaru (Font: 831–888), Udaijin 882–888
  - Minamoto no Hikaru (Font de la llum; 846–913), Udaijin 901–913
- Dama de la cort (Nyoju): Kudara no Yōkyō (Eikyō Kudara), filla de Kudara no Kyōfuku
  - Dotzena filla: princesa imperial Takaiko (m. 866), 3r Saiin al santuari de Kamo 833–850

(de dones desconegudes)
- - Minamoto no Suzushi (Gènere; 835–890), Sangi 882–890
  - Minamoto no Itaru (Font d'efecte)